# Belesys I.
Belesys (babylonisch: Bēlšunu; † nach 401 v. Chr.) war ein Beamter im Großpersischen Reich der Achämeniden zum Ende des 5. vorchristlichen Jahrhundert. Sein Vater hieß Bēl-uṣuršu.
Belesys' Name ist auf Tontafeln aus Babylon überliefert. Dort amtierte er zwischen den Jahren 421 und 414 v. Chr. als Provinzvorsteher (pihatu), wobei er dabei dem babylonischen Satrapen Gobryas (Gubaru) unterstand.
Ab etwa 407 v. Chr. nahm Belesys selbst das Amt des Satrapen der Transeuphratene Eber-Nāri wahr. In dieser Funktion wird er bei Xenophon (Anabasis 1.4.10) für das Jahr 401 v. Chr. genannt. Der rebellierende Prinz Kyros der Jüngere brandschatzte auf seinem Zug nach Mesopotamien die am Fluss Dardas bei Aleppo gelegene Residenz samt den Gärten des Satrapen Belesys.
Belesys hatte einen Sohn, Marduk-erība (oder Erībā), der im Jahr 402 v. Chr. selbst als Satrap von Babylonien amtierte. Vermutlich war der später genannte gleichnamige Satrap von Syrien einer seiner Nachkommen.